# Motocyklowe Grand Prix Francji

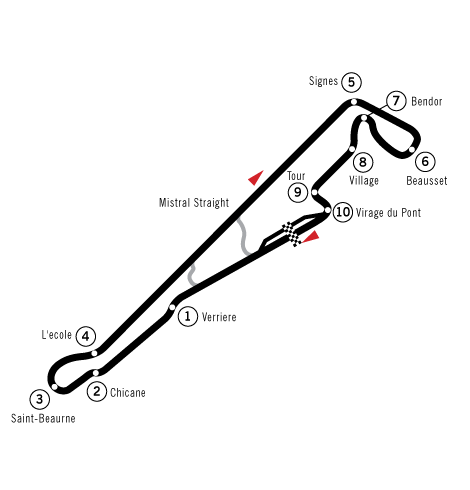
Circuit Paul Ricard – tor na którym rozegrano 13 wyścigów zaliczanych do MMŚ.

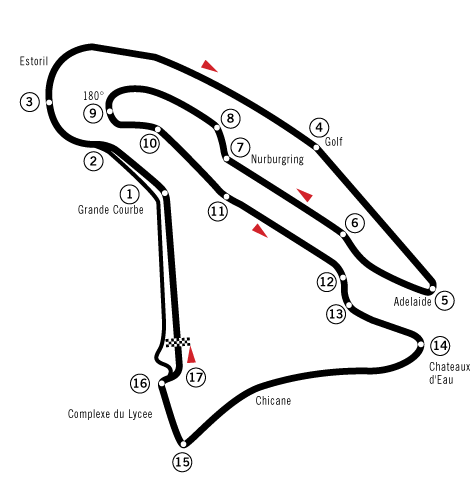
Circuit de Nevers Magny-Cours

Motocyklowe Grand Prix Francji – eliminacja Mistrzostw Świata Motocyklowych Mistrzostw Świata rozgrywana od 1950. Wyścig najczęściej jest rozgrywany na torze Bugatti Circuit w Le Mans.

## Wyniki wyścigów w MMŚ
Różowym kolorem zaznaczone wyścigi, które nie były zaliczane do MMŚ.
| Rok  | Tor           | Moto3             | Moto2             | MotoGP           |
| ---- | ------------- | ----------------- | ----------------- | ---------------- |
| 2021 | Le Mans       | Sergio García     | Raúl Fernández    | Jack Miller      |
| 2020 | Le Mans       | Celestino Vietti  | Sam Lowes         | Danilo Petrucci  |
| 2019 | Le Mans       | John McPhee       | Álex Márquez      | Marc Márquez     |
| 2018 | Le Mans       | Albert Arenas     | Francesco Bagnaia | Marc Márquez     |
| 2017 | Le Mans       | Joan Mir          | Franco Morbidelli | Maverick Viñales |
| 2016 | Le Mans       | Brad Binder       | Álex Rins         | Jorge Lorenzo    |
| 2015 | Le Mans       | Romano Fenati     | Thomas Lüthi      | Jorge Lorenzo    |
| 2014 | Le Mans       | Jack Miller       | Mika Kallio       | Marc Márquez     |
| 2013 | Le Mans       | Maverick Viñales  | Scott Redding     | Dani Pedrosa     |
| 2012 | Le Mans       | Louis Rossi       | Thomas Lüthi      | Jorge Lorenzo    |
| Rok  | Tor           | 125 cc            | Moto2             | MotoGP           |
| 2011 | Le Mans       | Maverick Viñales  | Marc Márquez      | Casey Stoner     |
| 2010 | Le Mans       | Pol Espargaró     | Toni Elías        | Jorge Lorenzo    |
| Rok  | Tor           | 125 cc            | 250 cc            | MotoGP           |
| 2009 | Le Mans       | Julián Simón      | Marco Simoncelli  | Jorge Lorenzo    |
| 2008 | Le Mans       | Mike Di Meglio    | Alex Debón        | Valentino Rossi  |
| 2007 | Le Mans       | Sergio Gadea      | Jorge Lorenzo     | Chris Vermeulen  |
| 2006 | Le Mans       | Thomas Lüthi      | Yūki Takahashi    | Marco Melandri   |
| 2005 | Le Mans       | Thomas Lüthi      | Dani Pedrosa      | Valentino Rossi  |
| 2004 | Le Mans       | Andrea Dovizioso  | Dani Pedrosa      | Sete Gibernau    |
| 2003 | Le Mans       | Dani Pedrosa      | Toni Elías        | Sete Gibernau    |
| 2002 | Le Mans       | Lucio Cecchinello | Fonsi Nieto       | Valentino Rossi  |
| Rok  | Tor           | 125 cc            | 250 cc            | 500 cc           |
| 2001 | Le Mans       | Manuel Poggiali   | Daijirō Katō      | Max Biaggi       |
| 2000 | Le Mans       | Youichi Ui        | Tōru Ukawa        | Àlex Crivillé    |
| 1999 | Paul Ricard   | Roberto Locatelli | Tōru Ukawa        | Àlex Crivillé    |
| 1998 | Paul Ricard   | Kazuto Sakata     | Tetsuya Harada    | Àlex Crivillé    |
| 1997 | Paul Ricard   | Valentino Rossi   | Tetsuya Harada    | Michael Doohan   |
| 1996 | Paul Ricard   | Stefano Perugini  | Max Biaggi        | Michael Doohan   |
| 1995 | Le Mans       | Haruchika Aoki    | Ralf Waldmann     | Michael Doohan   |
| 1994 | Le Mans       | Noboru Ueda       | Loris Capirossi   | Michael Doohan   |
| 1993 | nie odbył się |                   |                   |                  |
| 1992 | Magny-Cours   | Ezio Gianola      | Loris Reggiani    | Wayne Rainey     |
| 1991 | Paul Ricard   | Loris Capirossi   | Loris Reggiani    | Wayne Rainey     |
| 1990 | Le Mans       | Hans Spaan        | Carlos Cardús     | Kevin Schwantz   |
| 1989 | Le Mans       | Jorge Martínez    | Carlos Cardús     | Eddie Lawson     |
| 1988 | Paul Ricard   | Jorge Martínez    | Jacques Cornu     | Eddie Lawson     |
| 1987 | Le Mans       | Fausto Gresini    | Reinhold Roth     | Randy Mamola     |
| 1986 | Paul Ricard   | Luca Cadalora     | Carlos Lavado     | Eddie Lawson     |

| Rok  | Tor              | 80 cc                | 125 cc              | 250 cc               | 350 cc              | 500 cc            |
| ---- | ---------------- | -------------------- | ------------------- | -------------------- | ------------------- | ----------------- |
| 1985 | Le Mans          | Ángel Nieto          | Ezio Gianola        | Freddie Spencer      |                     | Freddie Spencer   |
| 1984 | Paul Ricard      |                      | Ángel Nieto         | Anton Mang           |                     | Freddie Spencer   |
| Rok  | Tor              | 50 cc                | 125 cc              | 250 cc               | 350 cc              | 500 cc            |
| 1983 | Le Mans          | Stefan Dörflinger    | Ricardo Tormo       | Alan Carter          |                     | Freddie Spencer   |
| 1982 | Nogaro           |                      | Jean-Claude Selini  | Jean-Louis Tournadre | Jean-François Baldé | Michel Frutschi   |
| 1981 | Paul Ricard      |                      | Ángel Nieto         | Anton Mang           |                     | Marco Lucchinelli |
| 1980 | Paul Ricard      |                      | Ángel Nieto         | Kork Ballington      | Jon Ekerold         | Kenny Roberts     |
| 1979 | Le Mans          | Eugenio Lazzarini    | Guy Bertin          | Kork Ballington      | Patrick Fernandez   | Barry Sheene      |
| 1978 | Nogaro           |                      | Pier Paolo Bianchi  | Gregg Hansford       | Gregg Hansford      | Kenny Roberts     |
| 1977 | Paul Ricard      |                      | Pier Paolo Bianchi  | Jon Ekerold          | Takazumi Katayama   | Barry Sheene      |
| 1976 | Le Mans          | Herbert Rittberger   |                     | Walter Villa         | Walter Villa        | Barry Sheene      |
| 1975 | Paul Ricard      |                      | Kent Andersson      | Johnny Cecotto       | Johnny Cecotto      | Giacomo Agostini  |
| 1974 | Clermont-Ferrand | Henk van Kessel      | Kent Andersson      |                      | Giacomo Agostini    | Phil Read         |
| 1973 | Paul Ricard      |                      | Kent Andersson      | Jarno Saarinen       | Giacomo Agostini    | Jarno Saarinen    |
| 1972 | Clermont-Ferrand |                      | Gilberto Parlotti   | Phil Read            | Giacomo Agostini    | Giacomo Agostini  |
| 1971 | nie odbył się    |                      |                     |                      |                     |                   |
| 1970 | Le Mans          | Ángel Nieto          | Dieter Braun        | Rodney Gould         |                     | Giacomo Agostini  |
| 1969 | Le Mans          | Aalt Toersen         | Jean Auréal         | Santiago Herrero     |                     | Giacomo Agostini  |
| 1968 | nie odbył się    |                      |                     |                      |                     |                   |
| 1967 | Clermont-Ferrand | Yoshimi Katayama     | Bill Ivy            | Bill Ivy             |                     |                   |
| 1966 | Clermont-Ferrand |                      |                     | Mike Hailwood        | Mike Hailwood       |                   |
| 1965 | Rouen            | Ralph Bryans         | Hugh Anderson       | Phil Read            |                     |                   |
| 1964 | Clermont-Ferrand | Hugh Anderson        | Luigi Taveri        | Phil Read            |                     |                   |
| 1963 | Clermont-Ferrand | Hans-Georg Anscheidt | Hugh Anderson       |                      |                     |                   |
| 1962 | Clermont-Ferrand | Jan Huberts          | Kunimitsu Takahashi | Jim Redman           |                     |                   |
| 1961 | Clermont-Ferrand |                      | Tom Phillis         | Tom Phillis          |                     | Gary Hocking      |
| 1960 | Clermont-Ferrand |                      |                     |                      | Gary Hocking        | John Surtees      |
| 1959 | Clermont-Ferrand |                      |                     |                      | John Surtees        | John Surtees      |
| 1958 | Pau              |                      |                     |                      | Jacques Collot      | Jacques Collot    |
| 1957 | nie odbył się    |                      |                     |                      |                     |                   |
| 1956 | nie odbył się    |                      |                     |                      |                     |                   |
| 1955 | Reims            |                      | Carlo Ubbiali       |                      | Duilio Agostini     | Geoff Duke        |
| 1954 | Reims            |                      |                     | Werner Haas          | Pierre Monneret     | Pierre Monneret   |
| 1953 | Rouen            |                      |                     |                      | Fergus Anderson     | Geoff Duke        |
| Rok  | Tor              | 50 cc                | 175 cc              | 250 cc               | 350 cc              | 500 cc            |
| 1952 | Albi             |                      | Georges Burgraff    | Fergus Anderson      | Jack Brett          | Jack Brett        |
| 1951 | Albi             |                      |                     | Bruno Ruffo          | Geoff Duke          | Alfredo Milani    |
| 1949 | Saint-Gaudens    |                      |                     | Fergus Anderson      | David Whitworth     | Leslie Graham     |
| 1939 | Reims            |                      |                     | Ewald Kluge          | Heiner Fleischmann  | John White        |
| 1938 | Reims            |                      |                     | Ewald Kluge          | Roger Loyer         | Georges Cordey    |
| 1937 | Montlhéry        |                      | "Dickwell"          | Roger Loyer          | Ted Mellors         | Ted Mellors       |
| 1936 | Saint-Gaudens    |                      | Henry Nougier       | Georges Monneret     | Ted Mellors         | Ragnar Sunnqvist  |
| 1935 | Montlhéry        |                      | Jean Térigi         | Ove Lambert-Meuller  | Carl Bagenholm      | René Milhoux      |
| 1934 | nie odbył się    |                      |                     |                      |                     |                   |
| 1933 | Dieppe           |                      | Eric Fernihough     | Charlie Manders      | Jimmie Simpson      | Percy Hunt        |
| 1932 | Reims            |                      | Eric Fernihough     | Leo Davenport        | Jimmie Simpson      | Stanley Woods     |
| 1931 | Montlhéry        |                      | Eric Fernihough     | Graham Walker        | Ernie Nott          | Percy Hunt        |
| 1930 | Pau              |                      | Eric Fernihough     | Ted Mellors          | Freddie Hicks       | Stanley Woods     |
| 1929 | Le Mans          |                      | Albert Sourdot      | Syd Crabtree         | Freddie Hicks       | Charlie Dodson    |
| 1928 | Bordeaux         |                      | Marcel Jolly        | Syd Crabtree         |                     | Stanley Woods     |
| 1927 | Saint-Gaudens    |                      | Albert Sourdot      | Syd Crabtree         | Frank Longman       | Joe Craig         |
| 1926 | Strasburg        |                      | Lucien Lemasson     | Syd Crabtree         | Jean Roland         | Alec Bennett      |
| 1925 | Montlhéry        |                      | Albert Sourdot      | Jean Roland          | J. Stevens          | Jimmie Simpson    |
| 1924 | Lyon             |                      | Albert Sourdot      | Paul Meunier         | Frank Longman       | Alec Bennett      |
| 1923 | Tours            |                      |                     | Geoff Davison        | Frank Longman       | Jim Whalley       |
| 1922 | Strasburg        |                      |                     | Geoff Davison        | Erminio Visioli     | Alec Bennett      |
| 1921 | Le Mans          |                      |                     | "Vernisse"           | Paul Meunier        | Alec Bennett      |
| 1920 | Le Mans          |                      |                     | Marcel Mourier       | Kenelm Bartlett     | Georges Jolly     |

## Liczba zwycięstw zawodników wliczanych do MMŚ
7 - Giacomo Agostini, 
6 - Jorge Lorenzo,
4 - Phil Read, Ángel Nieto, Freddie Spencer, Michael Doohan, Valentino Rossi, Dani Pedrosa, Thomas Lüthi, Marc Márquez
3 - Geoff Duke, John Surtees, Hugh Anderson, Kent Andersson, Barry Sheene, Eddie Lawson, Àlex Crivillé, Maverick Viñales,
2 -  Pierre Monneret, Gary Hocking, Tom Phillips, Mike Hailwood, Bill Ivy, Jarno Saarinen, Johnny Cecotto, Walter Villa, Pier Paolo Bianchi, Gregg Hansford, Kork Ballington, Jon Ekerold, Kenny Roberts, Anton Mang, Jorge Martínez, Carlos Cardus, Loris Capirossi, Loris Reggiani, Wayne Rainey, Ezio Gianola, Tetsuya Harada, Tōru Ukawa, Max Biaggi, Toni Elías, Sete Gibernau
1 -  Bruno Ruffo, Alfredo Milani, Fergus Anderson, Werner Haas, Carlo Ubbiani, Duilio Agostini, Jan Huberts, Kunimitsu Takahashi, Jim Redman, Hans-Georg Anschiedt, Luigi Taveri, Ralph Bryans, Yoshimi Katayama, Aalt Toersen, Jean Aureal, Santiago Herrero, Ángel Nieto, Dieter Braun, Rodney Gould, Gilberto Parlotti, Henk van Kessel, Herbert Rittberger, Takazumi Katayama, Eugenio Lazzarini, Guy Bertin, Patrick Fernandez, Marco Lucchinelli, Jean-Claude Selini, Jean-Louis Tournadre, Jean-Francois Balde, Michel Frutschi, Stefan Dorflinger, Ricardo Tormo, Alan Carter, Luca Cadalora, Carlos Lavado, Fausto Gresini, Reinhold Rogh, Randy Mamola, Jacques Cornu, Kevin Schwantz, Noboru Ueda, Haruchika Aoki, Ralf Waldmann, Stefano Perugini, Kazuto Sakata, Roberto Locatelli, Youichi Ui, Daijirō Katō, Lucio Cecchinello, Fonsi Nieto, Andrea Dovizioso, Yūki Takahashi, Marco Melandri, Sergio Gadea, Chris Vermeulen, Mike di Meglio, Alex Debon, Julián Simón, Marco Simoncelli, Pol Espargaró, Casey Stoner, Louis Rossi, Scott Redding, Jack Miller, Mika Kallio, Romano Fenati, Brad Binder, Álex Rins, Joan Mir, Franco Morbidelli, Albert Arenas, Francesco Bagnaia, John McPhee, Álex Márquez
- pogrubiona czcionka - zawodnicy aktualnie jeżdżący w MotoGP, Moto2 i Moto3